# Hwang Seok-ho
Hwang Seok-ho (Cheongju, 27 de junho de 1989) é um futebolista profissional sul-coreano,  defensor atualmente no Shimizu S-Pulse, 

## Seleção
Ele disputou a Copa do Mundo de 2014. e foi medalhista de bronze nas Jogos Olímpicos de Londres 2012, com a Coreia do Sul.